# Stiftung für Romantikforschung
Die Stiftung für Romantikforschung (SfR) ist eine Einrichtung, die sich zum Ziel gesetzt hat, die Erforschung der Epoche der Romantik (1770–1820) zu fördern.
Gegenstand ist die Gesamtheit von Literatur, Kunst, Philosophie, Geschichts- und Naturwissenschaften. Sie beabsichtigt, das in dieser Epoche Geschriebene und Geschaffene in Tagungen, Kolloquien und anderen Veranstaltungsformen sowie durch Publikationen zugänglich zu machen. Darüber hinaus soll sie Bezüge zu zeitgenössisch-aktuellen und gesellschaftlichen Fragestellungen herstellen. 
Sitz der Stiftung ist Starnberg. Die Stiftung hat 2012 ihre Arbeit eingestellt.